# Reichstagswahlkreis Großherzogtum Sachsen-Weimar-Eisenach 1

Die Wahlkreisaufteilung des Deutschen Reichs.

Der Reichstagswahlkreis Großherzogtum Sachsen-Weimar-Eisenach 1 (in der reichsweiten Durchnummerierung auch Reichstagswahlkreis 354; auch Reichstagswahlkreis Weimar genannt) war der erste Reichstagswahlkreis für das Großherzogtum Sachsen-Weimar-Eisenach für die Reichstagswahlen im Deutschen Reich und im Norddeutschen Bund von 1867 bis 1918.

## Wahlkreiszuschnitt
Der Wahlkreis umfasste den Amtsgerichtsbezirk Weimar ohne die Gemeinden Bergern, Gutendorf, Schoppendorf und Troistedt, den Amtsgerichtsbezirk Großrudestedt, den Amtsgerichtsbezirk Vieselbach ohne die Gemeinden Eichelborn, Hayn, Klettbach, Meckfeld, Obernissa, Rohda und Schellroda, den Amtsgerichtsbezirk Ilmenau ohne die Gemeinde Bösleben, den Amtsgerichtsbezirk Apolda ohne die Gemeinden Goß-Heringen, Hainichen, Hermstedt, Kösnitz, Lachstedt, Pfuhlsborn, Stiebritz, Stobra, Wormstedt und Zimmer, den Amtsgerichtsbezirk Allstedt und den Amtsgerichtsbezirk Buttstädt. 
| Jahr | Einwohner |
| ---- | --------- |
| 1890 | 130.278   |
| 1895 | 134.471   |
| 1900 | 139.411   |
| 1905 | 145.802   |
| 1910 | 154.927   |

|      | Landwirtschaft | Industrie und Gewerbe | Handel und Dienstleistungen |
| ---- | -------------- | --------------------- | --------------------------- |
| 1895 | 48,1           | 35,2                  | 16,7                        |
| 1907 | 37,8           | 43,2                  | 19,1                        |

|      | Evangelisch | Katholisch |
| ---- | ----------- | ---------- |
| 1890 | 98,3        | 1,4        |
| 1905 | 96,6        | 3,0        |
| 1910 | 96,2        | 3,4        |

## Abgeordnete
| Wahl                                 | Abgeordneter               | Partei                                                          | Bild |
| ------------------------------------ | -------------------------- | --------------------------------------------------------------- | ---- |
| Reichstagswahl Februar 1867 bis 1874 | Hugo Friedrich Fries       | Nationalliberale Partei                                         |      |
| Reichstagswahl 1874 bis 1877         | Paul von Bojanowski        | Nationalliberale Partei                                         |      |
| Reichstagswahl 1877 bis 1878         | Fritz Krieger              | Nationalliberale Partei                                         | 0    |
| Reichstagswahl 1878 bis 1880         | Carl von Schwendler        | DRP (abweichend gibt Heinrich Best an: Nationalliberale Partei) |      |
| Ersatzwahl 1881 bis 1887             | Carl Ausfeld               | DFP                                                             |      |
| Reichstagswahl 1887 bis 1890         | Hermann Müller-Hollenhorst | NLP                                                             | 0    |
| Reichstagswahl 1890 bis 1893         | Philipp Samhammer          | DFP                                                             | 0    |
| Reichstagswahl 1893 bis 1895         | Gottfried Kalmring         | DRP                                                             | 0    |
| Ersatzwahl 1895 bis 1898             | Hermann Reichmuth          | DRP                                                             | 0    |
| Reichstagswahl 1898 bis 1907         | August Baudert             | SPD                                                             |      |
| Reichstagswahl 1907 bis 1912         | Walther Graef              | Antisemit                                                       |      |
| Reichstagswahl 1912 bis 1918         | August Baudert             | SPD                                                             |      |

## Wahlen

### 1867 (Februar)
Es fand nur ein Wahlgang statt. Die Zahl der gültigen Stimmen betrug 6780.
| Kandidat             | Partei | Stimmen | in % | Anmerkungen |
| -------------------- | ------ | ------- | ---- | ----------- |
| Hugo Friedrich Fries | NLP    | 4917    | 0    | 0           |

### 1867 (August)
Es fand nur ein Wahlgang statt. Die Zahl der gültigen Stimmen betrug 3602.
| Kandidat             | Partei | Stimmen | in % | Anmerkungen |
| -------------------- | ------ | ------- | ---- | ----------- |
| Hugo Friedrich Fries | NLP    | 1802    | 0    | 0           |

### 1871
Es fand ein Wahlgang statt. 22.459 Männer waren wahlberechtigt. Die Zahl der abgegebenen Stimmen betrug 6935, 35 Stimmen waren ungültig. Die Wahlbeteiligung betrug 31 %.
| Kandidat                            | Partei   | Stimmen | in % | Anmerkungen |
| ----------------------------------- | -------- | ------- | ---- | ----------- |
| Hugo Friedrich Fries                | NLP      | 3994    | 0    | 0           |
| Geheimer Hofrat Professor Dr. Snell | V        | 2812    | 0    | 0           |
|                                     | Kons     | 40      | 0    | 0           |
| 0                                   | Sonstige | 89      | 0    | 0           |

### 1874
Es fand ein Wahlgang statt. 22.968 Männer waren wahlberechtigt. Die Zahl der abgegebenen Stimmen betrug 9285, 63 Stimmen waren ungültig. Die Wahlbeteiligung betrug 40,7 %.
| Kandidat            | Partei   | Stimmen | in % | Anmerkungen |
| ------------------- | -------- | ------- | ---- | ----------- |
| Paul von Bojanowski | NLP      | 6547    | 0    | 0           |
| Dr. Johann Jacoby   | S (Lass) | 2731    | 0    | 0           |
| 0                   | Sonstige | 7       | 0    | 0           |

### 1877
Es fand ein Wahlgang statt. 24.011 Männer waren wahlberechtigt. Die Zahl der abgegebenen Stimmen betrug 12.164, 88 Stimmen waren ungültig. Die Wahlbeteiligung betrug 51 %.
| Kandidat      | Partei   | Stimmen | in % | Anmerkungen |
| ------------- | -------- | ------- | ---- | ----------- |
| Fritz Krieger | NLP      | 8752    | 0    | 0           |
| Ufert         | S        | 3383    | 0    | 0           |
| 0             | Sonstige | 29      | 0    | 0           |

Fritz Krieger legte sein Mandat am 20. Mai 1878 aufgrund der Ernennung zum Appellationsgerichtsrat nieder. Aufgrund der Nähe zur regulären Wahl erfolgte keine Nachwahl.

### 1878
Es fand ein Wahlgang statt. 24.589 Männer waren wahlberechtigt. Die Zahl der abgegebenen Stimmen betrug 12.258, 57 Stimmen waren ungültig. Die Wahlbeteiligung betrug 50,1 %.
| Kandidat            | Partei   | Stimmen | in % | Anmerkungen |
| ------------------- | -------- | ------- | ---- | ----------- |
| Carl von Schwendler | DRP      | 6833    | 0    | 0           |
| Träger              | F        | 4521    | 0    | 0           |
| Usert               | S        | 895     | 0    | 0           |
| 0                   | Sonstige | 9       | 0    | 0           |

### Ersatzwahl 1881
Nach dem Tod von Carl von Schwendler am 25. Dezember 1880 erfolgte am 10. März 1881 eine Ersatzwahl.
Es fand ein Wahlgang statt. 25.138 Männer waren wahlberechtigt. Die Zahl der abgegebenen Stimmen betrug 13.651, 4 Stimmen waren ungültig. Die Wahlbeteiligung betrug 54,3 %.
| Kandidat     | Partei | Stimmen | in % | Anmerkungen |
| ------------ | ------ | ------- | ---- | ----------- |
| Carl Ausfeld | F      | 8936    | 0    | 0           |
| Fries        | NLP    | 2717    | 0    | 0           |
| Pfaff        | Kons   | 1625    | 0    | 0           |
| Freytag      | S      | 373     | 0    | 0           |

### 1881
Es fand ein Wahlgang statt. 25.571 Männer waren wahlberechtigt. Die Zahl der abgegebenen Stimmen betrug 12.273, 25 Stimmen waren ungültig. Die Wahlbeteiligung betrug 48,1 %.
| Kandidat                    | Partei   | Stimmen | in % | Anmerkungen |
| --------------------------- | -------- | ------- | ---- | ----------- |
| Carl Ausfeld                | F        | 7155    | 0    | 0           |
| Rudolf von Bennigsen        | NLP      | 1336    | 0    | 0           |
| von Helldorf (-Schwerstedt) | Kons     | 3208    | 0    | 0           |
| August Bebel                | S        | 445     | 0    | 0           |
| 0                           | Sonstige | 19      | 0    | 0           |

### 1884
Es fanden zwei Wahlgänge statt. Die Zahl der Wahlberechtigten betrug 26.076. Die Zahl der abgegebenen gültigen Stimmen betrug im ersten Wahlgang 12.165, 36 Stimmen waren ungültig. Die Wahlbeteiligung belief sich auf 46,8 %.
| Kandidat     | Partei   | Stimmen | in % | Anmerkungen |
| ------------ | -------- | ------- | ---- | ----------- |
| Carl Ausfeld | F        | 4638    | 0    | 0           |
|              | NLP      | 2756    | 0    | 0           |
|              | Kons     | 3310    | 0    | 0           |
|              | S        | 1452    | 0    | 0           |
| 0            | Sonstige | 9       | 0    | 0           |

Die Zahl der abgegebenen gültigen Stimmen betrug in der Stichwahl 15.706, 48 Stimmen waren ungültig. Die Wahlbeteiligung belief sich auf 60,4 %.
| Kandidat     | Partei | Stimmen | in % | Anmerkungen |
| ------------ | ------ | ------- | ---- | ----------- |
| Carl Ausfeld | F      | 9303    | 0    | 0           |
|              | Kons   | 6403    | 0    | 0           |

### 1887
Es fand ein Wahlgang statt. 27.318 Männer waren wahlberechtigt. Die Zahl der abgegebenen Stimmen betrug 21.520, 55 Stimmen waren ungültig. Die Wahlbeteiligung betrug 79,0 %.
| Kandidat                   | Partei   | Stimmen | in % | Anmerkungen |
| -------------------------- | -------- | ------- | ---- | ----------- |
| Hermann Müller-Hollenhorst | NLP      | 12.818  | 0    | 0           |
|                            | F        | 6711    | 0    | 0           |
|                            | S        | 1988    | 0    | 0           |
| 0                          | Sonstige | 2       | 0    | 0           |

### 1890
Die Kartellparteien NLP und Konservative einigten sich auf einen Kandidaten aus den Reihen der NLP. 
Es fanden zwei Wahlgänge statt. Die Zahl der Wahlberechtigten betrug 28.565. Die Zahl der abgegebenen gültigen Stimmen betrug im ersten Wahlgang 22.328, 57 Stimmen waren ungültig. Die Wahlbeteiligung belief sich auf 78,2 %.
| Kandidat          | Partei   | Stimmen | in %   | Anmerkungen                             |
| ----------------- | -------- | ------- | ------ | --------------------------------------- |
| Philipp Samhammer | DF       | 8665    | 38,9 % | 0                                       |
| E. Kohl           | NLP      | 8280    | 37,2 % | Baurat, Direktor der Weimar-Geraer Bahn |
|                   | SPD      | 5323    | 23,9 % | 0                                       |
| 0                 | Sonstige | 3       | 0,0 %  | 0                                       |

In der Stichwahl riefen die Sozialdemokraten zur Wahl von Samhammer auf, der vorher deren Stichwahlbedingungen zugestimmt hatte.
Die Zahl der abgegebenen gültigen Stimmen betrug in der Stichwahl 22.263, 49 Stimmen waren ungültig. Die Wahlbeteiligung belief sich auf 77,9 %.
| Kandidat          | Partei | Stimmen | in %   | Anmerkungen |
| ----------------- | ------ | ------- | ------ | ----------- |
| Philipp Samhammer | DF     | 12.327  | 60,0 % | 0           |
| Kohl              | NLP    | 8887    | 40,0 % | 0           |

### 1893
Ein erneutes Zusammengehen der Kartellparteien scheiterte daran, dass der neu gegründete BdL eine Zusammenarbeit mit der NLP ablehnte und es so zu einem gemeinsamen Kandidaten von Konservativen und BdL kam. 
Es fanden zwei Wahlgänge statt. Die Zahl der Wahlberechtigten betrug 29.730. Die Zahl der abgegebenen gültigen Stimmen betrug im ersten Wahlgang 21.158, 41 Stimmen waren ungültig. Die Wahlbeteiligung belief sich auf 71,2 %.
| Kandidat                           | Partei   | Stimmen | in %   | Anmerkungen |
| ---------------------------------- | -------- | ------- | ------ | ----------- |
| Max Hugo Liebermann von Sonnenberg | DS       | 475     | 2,3 %  | 0           |
| Philipp Samhammer                  | FVP      | 4901    | 23,2 % | 0           |
| Urtel                              | NLP      | 3260    | 15,4 % | Professor   |
| Gottfried Kalmring                 | RP       | 6396    | 30,3 % | 0           |
| August Baudert                     | SPD      | 6081    | 28,8 % | 0           |
| 0                                  | Sonstige | 3       | 0,0 %  | 0           |

In der Stichwahl rief die FVP zur Wahl von Baudert auf.
Die Zahl der abgegebenen gültigen Stimmen betrug in der Stichwahl 22.413, 135 Stimmen waren ungültig. Die Wahlbeteiligung belief sich auf 75,4 %.
| Kandidat           | Partei | Stimmen | in %   | Anmerkungen |
| ------------------ | ------ | ------- | ------ | ----------- |
| Gottfried Kalmring | RP     | 12.487  | 56,1 % | 0           |
| August Baudert     | SPD    | 9791    | 43,9 % | 0           |

### Ersatzwahl 1895
Nach dem Tod von Gottfried Kalmring kam es zu einer Ersatzwahl am 25. April 1895. Die Parteienzusammenarbeit in Haupt- und Stichwahl entsprach der der letzten Wahl.
Es fanden zwei Wahlgänge statt. Die Zahl der Wahlberechtigten betrug 29.770. Die Zahl der abgegebenen gültigen Stimmen betrug im ersten Wahlgang 18.047, 30 Stimmen waren ungültig. Die Wahlbeteiligung belief sich auf 60,6 %.
| Kandidat          | Partei   | Stimmen | in %   | Anmerkungen |
| ----------------- | -------- | ------- | ------ | ----------- |
| Baumbach          | FVg      | 4660    | 25,9 % | Dr.         |
| Wilhelm Kulemann  | NLP      | 2351    | 13,0 % | 0           |
| Hermann Reichmuth | RP       | 5257    | 29,2 % | 0           |
| August Baudert    | SPD      | 5752    | 31,9 % | 0           |
| 0                 | Sonstige | 7       | 0,0 %  | 0           |

Die Zahl der abgegebenen gültigen Stimmen betrug in der Stichwahl 19.139, 143 Stimmen waren ungültig. Die Wahlbeteiligung belief sich auf 64,3 %.
| Kandidat          | Partei | Stimmen | in %   | Anmerkungen |
| ----------------- | ------ | ------- | ------ | ----------- |
| Hermann Reichmuth | RP     | 9556    | 50,3 % | 0           |
| August Baudert    | SPD    | 9440    | 49,7 % | 0           |

### 1898
Konservative, BdL und DSP stellten gemeinsam den Freiherren von Egloffstein aus Kandidaten auf. Die NLP trat ohne eigenen Kandidaten auf und war gespalten: Während mehrere Führer der NLP zur Wahl von Crüger aufriefen, beschloss eine schwach besuchte Mitgliederversammlung die Unterstützung für von Egloffstein.
Es fanden zwei Wahlgänge statt. Die Zahl der Wahlberechtigten betrug 29.960. Die Zahl der abgegebenen gültigen Stimmen betrug im ersten Wahlgang 19.284, 52 Stimmen waren ungültig. Die Wahlbeteiligung belief sich auf 64,4 %.
| Kandidat                     | Partei   | Stimmen | in %   | Anmerkungen |
| ---------------------------- | -------- | ------- | ------ | ----------- |
| Hans Crüger                  | FVP      | 3747    | 19,5 % | 0           |
| Oskar von und zu Egloffstein | Kons     | 6847    | 35,6 % | 0           |
| August Baudert               | SPD      | 8626    | 44,8 % | 0           |
| 0                            | Sonstige | 12      | 0,1 %  | 0           |

Die Zahl der abgegebenen gültigen Stimmen betrug in der Stichwahl 21.743, 152 Stimmen waren ungültig. Die Wahlbeteiligung belief sich auf 72,6 %.
| Kandidat                     | Partei | Stimmen | in %   | Anmerkungen |
| ---------------------------- | ------ | ------- | ------ | ----------- |
| Oskar von und zu Egloffstein | Kons   | 10.477  | 48,5 % | 0           |
| August Baudert               | SPD    | 11.114  | 51,5 % | 0           |

### 1903
Nach der Niederlage bei der letzten Wahl bemühten sich die bürgerlichen Parteien um einen gemeinsamen Kandidaten. Dies scheiterte aber daran, dass die Freisinnige Vereinigung erklärte Ziehn in einer Stichwahl nicht zu unterstützen. Daher wurde der Nationalliberale Heydenreich in der Hoffnung benannt, dieser könne in der Stichwahl die bürgerlichen Stimmen bündeln. Konservative und BdL hielten aber an Ziehn fest.
Es fanden zwei Wahlgänge statt. Die Zahl der Wahlberechtigten betrug 31.673. Die Zahl der abgegebenen gültigen Stimmen betrug im ersten Wahlgang 23.382, 79 Stimmen waren ungültig. Die Wahlbeteiligung belief sich auf 73,8 %.
| Kandidat           | Partei   | Stimmen | in %   | Anmerkungen   |
| ------------------ | -------- | ------- | ------ | ------------- |
| Walter de Gruyter  | FVg      | 2924    | 12,6 % | 0             |
| Ziehn              | NLP      | 5737    | 24,6 % | Bürgermeister |
| Robert Heydenreich | NLP      | 3771    | 16,2 % | 0             |
| August Baudert     | SPD      | 10.865  | 46,6 % | 0             |
| 0                  | Sonstige | 6       | 0,0 %  | 0             |

In der Stichwahl unterstützten die bürgerlichen Parteien Ziehn, bis auf die Freisinnige Vereinigung, die ankündigungsgemäß Baudert unterstützte. 
Die Zahl der abgegebenen gültigen Stimmen betrug in der Stichwahl 25.058, 237 Stimmen waren ungültig. Die Wahlbeteiligung belief sich auf 79,1 %.
| Kandidat       | Partei | Stimmen | in %   | Anmerkungen   |
| -------------- | ------ | ------- | ------ | ------------- |
| Ziehn          | NLP    | 11.995  | 48,3 % | Bürgermeister |
| August Baudert | SPD    | 12.826  | 51,7 % | 0             |

### 1907
Erneut scheiterte der Versuch der Bündelung der bürgerlichen Kräfte im Sinne des Bülow-Blocks an der Freisinnigen Vereinigung. Da Heydenreich nur als Kandidat aller bürgerlichen Parteien antreten wollte, einigten sich die liberalen Parteien auf Weiß. Die Konservativen, der BdL, die Deutsche Mittelstandsvereinigung und die DSP benannten den Antisemiten Graef. Es wurde kolportiert, dass die SPD 2000 Anhänger beauftragte, für Graef zu stimmen, da man sich in der Stichwahl bei diesem Kandidaten größere Chancen ausrechnete.
Es fanden zwei Wahlgänge statt. Die Zahl der Wahlberechtigten betrug 32.703. Die Zahl der abgegebenen gültigen Stimmen betrug im ersten Wahlgang 27.787, 93 Stimmen waren ungültig. Die Wahlbeteiligung belief sich auf 85,0 %.
| Kandidat       | Partei   | Stimmen | in %   | Anmerkungen |
| -------------- | -------- | ------- | ------ | ----------- |
| Walther Graef  | DS       | 8982    | 32,4 % | 0           |
| Konrad Weiß    | FVP      | 7277    | 26,3 % | 0           |
| August Baudert | SPD      | 11.432  | 41,3 % | 0           |
| 0              | Sonstige | 3       | 0,0 %  | 0           |

In der Stichwahl rief die NLP zur Wahl von Graef auf. Auch die Freisinnige Vereinigung schloss sich diesem Aufruf an, nachdem der BdL im Gegenzug erklärt hatte sich in der Stichwahl im Wahlkreis 268 (Erlangen-Fürth) im Gegenzug für den linksliberalen Kandidaten auszusprechen.
Die Zahl der abgegebenen gültigen Stimmen betrug in der Stichwahl 29.048, 228 Stimmen waren ungültig. Die Wahlbeteiligung belief sich auf 88,8 %.
| Kandidat       | Partei | Stimmen | in %   | Anmerkungen |
| -------------- | ------ | ------- | ------ | ----------- |
| Walther Graef  | DS     | 16.867  | 58,5 % | 0           |
| August Baudert | SPD    | 11.953  | 41,5 % | 0           |

### 1912
Die Parteienbündnisse entsprachen denen der letzten Wahl.
Es fanden zwei Wahlgänge statt. Die Zahl der Wahlberechtigten betrug 35.394. Die Zahl der abgegebenen gültigen Stimmen betrug im ersten Wahlgang 29.535, 115 Stimmen waren ungültig. Die Wahlbeteiligung belief sich auf 83,4 %.
| Kandidat        | Partei   | Stimmen | in %   | Anmerkungen |
| --------------- | -------- | ------- | ------ | ----------- |
| Walther Graef   | DS       | 7503    | 25,5 % | 0           |
| Adalbert Enders | FoVP     | 7664    | 26,1 % | 0           |
| August Baudert  | SPD      | 14.250  | 48,4 % | 0           |
| 0               | Sonstige | 3       | 0,0 %  | 0           |

Die rechten Parteien konnten sich nicht auf ein Stichwahlabkommen einigen und stellten ihren Wählen die Wahl frei.
Die Zahl der abgegebenen gültigen Stimmen betrug in der Stichwahl 29.708, 380 Stimmen waren ungültig. Die Wahlbeteiligung belief sich auf 83,9 %.
| Kandidat        | Partei | Stimmen | in %   | Anmerkungen |
| --------------- | ------ | ------- | ------ | ----------- |
| Adalbert Enders | FoVP   | 13.572  | 46,3 % | 0           |
| August Baudert  | SPD    | 15.756  | 53,7 % | 0           |